# Episoade Alias (Sezonul 3)
Acest articol conține rezumatul episoadelor, numele regizorului care a realizat episodul, precum și titlul episodului în alte limbi ale sezonului 3 din serialului Alias.
| Nr. | Titlul episodului | Data originală de difuzare |
| --- | ----------------- | -------------------------- |
| 1   | The Two           | 28 septembrie, 2003        |
| 2   | Succession        | 5 octombrie, 2003          |
| 3   | Reunion           | 12 octombrie, 2003         |
| 4   | A Missing Link    | 19 octombrie, 2003         |
| 5   | Repercussions     | 26 octombrie, 2003         |
| 6   | The Nemesis       | 2 noiembrie, 2003          |
| 7   | Prelude           | 9 noiembrie, 2003          |
| 8   | Breaking Point    | 23 noiembrie, 2003         |
| 9   | Conscious         | 30 noiembrie, 2003         |
| 10  | Remnants          | 7 noiembrie, 2003          |
| 11  | Full Disclosure   | 11 ianuarie, 2004          |
| 12  | Crossings         | 18 ianuarie, 2004          |
| 13  | After Six         | 15 februarie, 2004         |
| 14  | Blowback          | 7 martie, 2004             |
| 15  | Facade            | 14 martie, 2004            |
| 16  | Taken             | 21 martie, 2004            |
| 17  | The Frame         | 28 martie, 2004            |
| 18  | Unveiled          | 11 aprilie, 2004           |
| 19  | Hourglass         | 18 aprilie, 2004           |
| 20  | Blood Ties        | 25 aprilie, 2004           |
| 21  | Legacy            | 2 mai, 2004                |
| 22  | Resurrection      | 23 mai, 2004               |

## The Two
Data originală de difuzare: 28 septembrie, 2003
- Regizat de: Ken Olin
- Scris de: J.J. Abrams

Sydney se confruntă cu misterul de a nu-și aminti nimic din ultimii doi ani din viața ei sau ce s-a întâmplat cu prietenii și cu familia ei. Ea se întâlnește cu Vaughn, care s-a căsătorit, când ea a apărut că este moartă. Ea mai află că tatăl ei, Jack Bristow, a fost arestat și închis, iar Arvin Sloane s-a schimbat și acum este conducătorul unei organizații umanitare numită Omnifam. Între timp, ea este reintegrată în cadrul CIA-ului și pornește într-o misiune care ar putea să o ajute să își recapete memoria. 

### Titluri internaționale
- Germană: Zwei Jahre
- Franceză: Les deux

## Succession
Data originală de difuzare: 5 octombrie, 2003
- Regizat de: Dan Attias
- Scris de: Alex Kurtzman, Roberto Orci

Căutarea lui Sydney pentru trecutul ei o conduce la Sark -acum închis-, dar interogarea lui este scurtă, deoarece Sark devine răscumpărarea pentru câțiva oameni de știință ai CIA. Jack Bristow contactează un vechi prieten pentru a obține informații despre noul proiect al lui Arvin Sloane, iar Vaughn ia o decizie despre viitorul său ca agent. 

### Titluri internaționale
- Germană: Erbfolge
- Franceză: Succession

## Reunion
Data originală de difuzare: 12 octombrie, 2003
- Regizat de: Jack Bender
- Scris de: Jeff Pinkner

Sydney și Vaughn sunt reuniți din nou ca echipă, pentru a preveni ca Sark să distrugă sistemul de comunicații prin satelit. Între timp, Jack Bristow trebuie să găsească o cale de a-l opri pe Marshall să descopere identitatea unui asasin familiar. Sydney îi acompaniază pe Vaughn și pe Lauren pentru a se întâlni cu Sloane și a-i cere o favoare. 

### Titluri internaționale
- Germană: Medusa
- Franceză: Arme secrète

## A Missing Link
Data originală de difuzare: 19 octombrie, 2003
- Regizat de: Lawrence Trilling
- Scris de: Monica Breen, Alison Schapker

Sydney descoperă o legătură cu cei doi ani, pe Simon Walker, un lider periculos al unui grup determinat să recupereze arme biologice mortale. Între timp, Vaughn se zbate pentru sentimentele de gelozie, în timp ce Sydney este în misiune, neștiind nimic de presiunea pe care o exercită asupra căsătoriei lui Vaughn cu Lauren. Jack încearcă să-și protejeze fiica, dezvăluindu-i, intenționat, lui Dixon secretul lui Sydney, pentru a-i menține poziția în cadrul CIA-ului.

### Titluri internaționale
- Germană: Unbekannter Liebhaber
- Franceză: Chaînon manquant

## Repercussions
Data originală de difuzare: 26 octombrie, 2003
- Regizat de: Ken Olin
- Scris de: Jesse Alexander

În timp ce viața lui Vaughn atârnă de un fir de ață, Lauren se ceartă cu Sydney după ce află ce parte a avut ea în înjunghierea lui. Între timp, Sydney se întreabă de loialitatea lui Sloane, după ce acesta este răpit de Kazari Bomani, un membru important al Legământului; acoperirea lui Jack este pusă în pericol când se întâlnește cu Simon pentru a afla informații despre trecutul necunoscut al lu Sydney; iar Marshall este trimis în cea de-a doua misiune cu Sydney, dându-se dreat un mare cartofor. 

### Titluri internaționale
- Germană: Messerstiche
- Franceză: Black Jack

## The Nemesis
Data originală de difuzare: 2 noiembrie, 2003
- Regizat de: Lawrence Trilling
- Scris de: Crystal Nix Hines

Sentimentele lui Sydney ies la suprafață când ea ajunge față în față cu Allison, dublura lui Francie, care se credea că a murit, dar acum este un agent al Legământului. Între timp, căutarea lui Lauren pentru ucigașul lui Andrian Lazarey ajunge tot mai aproape de Sydney; iar Sydney, împotriva voinței ei, este desemnată agentul de legătură al lui Sloane pentru CIA. 

### Titluri internaționale
- Germană: Feindinnen
- Franceză: Noir et blanc

## Prelude
Data originaă de difuzare: 9 noiembrie, 2003
- Regizat de: Jack Bender
- Scris de: J. R. Orci

Sydney îl însoțește pe Sloane în misiunea de a fura un sistem de laser cu microunde de la Biroul de Apărare al Ministerulu Chinez. Sloane îi dă apoi lui Sydney un plic scris de ea însăși, conținând o cheie și mesaj codat, care o duce la Roma. Între timp, Vaughn și Lauren merg în Mexico pentru a se întâlni cu Javier Perez, dar sunt luați prizonieri pe drum, acest fapt oferindu-i lui Jack șansa de a-l ucide pe Perez și de a face să pară că s-a sinucis. Totuși, Sark găsește mai târziu dovezi că Julia Thorne este cu adevărat Sydney și i le dă lui Lauren. 

### Titluri internaționale
- Germană: Alpträume
- Franceză: Sans issue

## Breaking Point
Data originală de difuzare: 23 noiembrie, 2003
- Regizat de: Dan Attias
- Scris de: Breen Frazier

NSC-ul preia controlul asupra biroului unde Sydney lucrează, Lindsey înlocuindu-l pe Dixon. Sydney este dusă la Camp Williams, un centru de detenție al NSC, unde este subjugată terapiei electroconvulsive, pentru a fi forțată să le descifreze mesajul găsit în apartamentul ei din Roma. Jack și Vaughn organizează o echipă de salvare cu ajutorul lui Sloane. Lindsey o șantajează pe Lauren, ca să scrie un raport fals despre interogarea lui Sydney, amenințând-o că va dezvălui faptul că Vaughn a ajutat-o mai demult pe Sydney să fugă. 

### Titluri internaționale
- Germană: Bis an die Grenzen
- Franceză: Volte-face

## Conscious
Data originală de difuzare: 30 noiembrie, 2003
- Regizat de: Ken Olin
- Scris de: Josh Appelbaum, André Nemec

Sydney și Jack merg la locul indicat de coordonate și găsesc o cutie care conține mâna unui urmaș al lui Rambaldi. Sydney îl vizitează pe Dr Brezzel, un cercetător specializat în starea de vis. Sydney este pusă într-o stare de vis, în cadrul căreia vede câteva secvențe ciudate, care s-au întâmplat după ce și-a pierdut conștiința în urma luptei cu Alison. Lauren potrivește ADN de la mână cu cel al lui Lazarey și află că mână a fost tăiată doar acum patru luni, deci Sydney nu l-ar fi putut omorî pe Lazarey. Sydney intră din nou în starea de vis cu ajutorul Dr. Brezzel, unde se luptă cu ea însăși, iar apoi deschide ușa Camerei 47. 

### Titluri internaționale
- Germană: Bei Bewusstsein
- Franceză: Salle 47

## Remnants
Data originală de difuzare: 7 decembrie, 2003
- Regizat de: Jack Bender
- Scris de: Jeff Pinkner

În visul ei, Sydney îl vede pe Will și numele de St Aidan. Sydney îl viziteză pe Will, care credea că Sydney era moartă, de aceea ea a trebuit să-și dovedească idnetitatea, iar apoi îi spune că Alison Doren trăiește și că lucrează pentru Legământ. Will îi spune lui Sydney că St Aidan era numele unei persoane de contact, pe când el lucra la CIA.
Sydney și Will se întâlnesc cu St Aidan, care este cu adevărat Andrian Lazarey. Sark apare și reușește să-și răpească și să-și tortureze tatăl pentru informații. Sydney află că ar putea avea o casă de valori într-un hotel din Praga, Cehia sub numele de Julia Thorne. Totuși, Sark ajunge acolo primul și fură cutia de metal. Will se luptă cu Alison și reușește să o omoare, iar Sydney recuperează cubul de la Sark. 

### Titluri internaționale
- Germană: Überreste
- Franceză: Jeu de piste

## Full Disclosure
Data originală de difuzare: 11 ianuarie, 2004
- Regizat de: Lawrence Trilling
- Scris de: Jesse Alexander

Cubul lui Rambaldi este luat de Departamentul de Cercetări Speciale, dar este răpit de Legământ. Sydney este răpită de Kendall, care pretinde că știe ce s-a întâmplat cu Sydney în cei doi ani, dar nu i-a spus nimic până acum deoarece ea i-a cerut să nu-i spună. 
Kendall îi explică că ea era crezută moartă deoarece au găsit un cadavru care se potrivea cu ADN-ul ei. Nouă luni mai târziu, Kendall a primit un telefon de la Sydney, care tocmai a evadat de la Legământ. Sydney s-a întâlnit cu Kendall și i-a spus ce s-a întâmplat cu ea. După ce a împușcat-o pe Alison Doren, Sydney s-a trezit într-o dubă, ținută captivă de un bărbat numit Oleg. Împreună au privit funeraliile lui Sydney. Oleg i-a explicat lui Sydney că Alison Doren a fost înlocuită cu corpul lui Francie și că moartea lui Sydney a fost înscenată prin extracția și injectarea de pulpă din dinții ei într-un cadavru, înainte de a fi ars. 
Kendall îi mai spune că ea a fost dusă într-o clădire a Legământului, unde timp de șase luni i-a fost spălat creierul, iar apoi a omorât un om, ca test de loialitate. Kendall explică faptul că Sydney, când a fost copil, a luat parte la Proiectul Crăciun, de aceea a rezistat spălării creierului. 
Sydney a vrut să fugă de Legământ, dar Kendall a convins-o să se întoarcă, altfel prietenii și familia ei erau puși în pericol. Sydney a luat astfel rolul de Julia Thorne, ținându-l pe Kendall informat de activitățile ei. Legământul dorea ca Sydney să obțină informații despre cubul lui Rambaldi de la Lazarey și apoi să-l ucidă. În schimb, Sydney l-a ajutat pe Lazarey să-și însceneze propria moarte. 
Kendall îi dezvăluie că el a lucrat întotdeauna pentru Departamentul de Cercetări Speciale, colectând artefacte ale lui Rambaldi și că Sydney este încă considerată Aleasa. Legământul dorea ca Sydney și cubul să îndeplinească profeția lui Rambaldi. Sydney a găsit cubul într-o peșteră din Namibia, unde Lazarey a folosit cele 12 chei pe care le-a strâns timp de 30 de ani. Totuși, Sydney a trebuit să-i amputeze mâna lui Lazarey ca să poată ieși din peșteră. Kendall apoi a primit un DVD unde Sydney explica faptul că are de gând să-și șteargă memoria din cei doi ani, pentru ca locația ADN-ului lui Rambaldi să rămână un secret. Ea, de asemenea, i-a cerut lui Kendall să țină secret tot ceea ce i-a spus, dacă va supraviețui operației de ștergere a memoriei. 
Kendall îi spune că urmașii lui Rambaldi cred că ADN-ul lui Rambaldi poate fi folosit pentru a fertiliza ovulul Alesei. Atunci Sydney se uită la cicatricea de pe abdomenul ei și realizează că ovulele ei au fost luate pentru a da naștere unui copil al lui Rambaldi. 
O misiune de a recupera cubul este plănuită; Dixon merge în această misiune și îi dezvăluie lui Sydney că și el știa ce s-a întâmplat cu ea. Ei intră într-o clădire, unde, in ciuda ordinelor lui Kendall, Sydney arde tot echipamentul și eprubetele pe care se afla numele ei. Ei îl găsesc pe Lazarey, dar Sark reușește să scape. Lazarey o întreabă pe Sydney dacă știe ceva despre Pasager, dar apoi este omorât de un lunetist -soția lui Vaughn, Lauren.

### Titluri internaționale
- Germană: Enthüllungen
- Franceză: Passé recomposé

## Crossings
Data originală de difuzare: 18 ianuarie, 2004
- Regizat de: Ken Olin
- Scris de: Josh Appelbaum, André Nemec

Sydney și Vaughn călătoresc în Coreea de Nord pentru a se întâlni cu un dezertor al Legământului. Înainte ca Sydney și Vaughn să-l întâlnească dezertor, apare Sark care se dă drept agent CIA. Sydney, Vaughn și dezertorul sunt capturați de soldați, dar Sark reușește să fugă. Jack Bristow o contactează pe Irina Derevko, pentru a-i cere ajutorul, fiind apoi vizitat de sora Irinei, Katya care se oferă să-l ajute în schimbul omorârii lui Sloane. Jack îl vizitează pe Sloane dar Katya îl avertizează mai întâi pe Sloane că Jack ar putea să-l omoare. Katya îl contactează apoi pe Jack ca să oprească asasinarea. Vaughn își declară iubirea față de Sydney înainte de a fi duși în fața plutonului de execuție. În loc de a fi uciși, unul dintre gardieni îi omoară pe ceilalți soldați, iar apoi fug toți împreună cu dezertorul. 

### Titluri internaționale
- Germană: Überläufer
- Franceză: Ennemi intérieur

## After Six
Data originală de difuzare: 15 februarie, 2004
- Regizat de: Maryann Brandon
- Scris de: Monica Breen, Alison Schapker

Dezertorul Legământului, Lisenker dezvăluie locația Agendei Doleac, un microdisc care conține informații despre șase celule ale Legământului. Locația este o cabană cu un sistem de protecție creat de Toni Cummings, pe care Sydney și Weiss o întâlnesc, dându-se drept contrabandiști de diamante. Sloane se întâlnește cu psihologul CIA-ului Dr. Barnett și îi spune că deține un secret care îi afectează pe Sydney și Jack Bristow.
Sark se întâlnește cu Lauren, spunându-i că știe că și ea lucrează pentru Legământ. El îi propune să-i omoare pe cei șase lideri și apoi să ceară o promovare în cadrul Legământului, amenințând că altfel vor da cheile de acces CIA-ului. După omorârea liderilor, Sark merge la McKenas Cole care îi dezvăluie faptul că Lauren l-a informat deja de intențiile lor, dar este mulțumit că liderii sunt morți înainte ca CIA să le afle identitățile. Ca recompensă, Cole îi desemnează pe Sark și pe Lauren conducătorii celulei Nord Americane. 

### International titles
- Germană: Neue Allianzen
- Franceză: Nid d'aigle

## Blowback
Data originală de difuzare: 7 martie, 2004
- Regizat de: Lawrence Trilling
- Scris de: Laurence Andries

CIA-ul interceptează o discuție care scoate la iveală că o organizație teroristă, Shining Sword, deține o armă cu plasmă. Sydney și Vaughn accesează informații referitoare la armă, dar accesul lor este întrerupt de agenți ai Legământului. Ei găsesc arma pe un vapor, dar Vaughn este împușcat. Apoi apar aceleași scene, dar cu secvențe în plus, care o arată pe Lauren informându-l pe Sark despre armă, precum și implicarea lor în misiunea lui Sydney și a lui Vaughn. Sloane se întâlnește cu Dr. Barnett, dezvăluindu-i faptul că a avut o relație cu Irina Derevko și că Sydney ar putea fi fiica lui. 

### Titluri internaționale
- Germană: Rückschlag
- Franceză: Duel masqué

## Facade
Data originală de difuzare: 14 martie, 2004
- Regizat de: Jack Bender
- Scris de: R.P. Gaborno, Christopher Hollier

Sydney și Vaughn trebuie să-l convingă pe creatorul bombei, Daniel Ryan că ei fac parte din Legământ pentru a afla unde și-a ascuns unul dintre dispozitive. Cu ajutorul lui Lysanker, CIA-ul îl capturează pe Ryan, sub deghizarea că face parte din Legământ. CIA reproduce un hotel din Moscova pentru a-l convinge pe Ryan că are de a face cu Legământul. 
Apoi CIA-ul își dezvăluie adevărata identitate, dar Ryan refuză să-i ajute să dezarmorseze bomba. Sydney vorbește cu Ryan, îi explică faptul că Legământul i-a furat o parte din viață, transformând- o în Julia Thorne. Ryan află că Julia Thorne i-a ucis fratele și refuză să-i mai ajute. În final, Jack reușește să-l oblige pe Ryan să le dea codul de dezarmorsare al bombei. 

### Titluri internaționale
- Germană: Späte Rache
- Franceză: Sueurs froides

## Taken
Data originală de difuzare: 21 martie, 2004
- Regizat de: Lawrence Trilling
- Scris de: J.R. Orci

Sydney încearcă să-i salveze pe copiii lui Dixon după ce sunt răpiți de Sark. Statutul lui Lauren ca agent dublu este supus unui test, când află că trebuie să lucreze cu tatăl ei, iar Sloane este înscenat ca fiind agent dublu față de CIA. 

### International titles
- Germană: Artefakt 45
- Franceză: Trou noir

## The Frame
Data originală de difuzare: 28 martie, 2004
- Regizat de: Max Mayer
- Scris de: Crystal Nix Hines

Sydney și Vaughn trebuie să-l găsească pe Kazari Bomani pentru a recupera o piesă a unui puzzle al lui Rambaldi. Între timp, Jack îi comunică senatorului Reed suspiciunile sale despre fiica lui, Lauren, iar Vaughn ia o hotărâre referitoare la căsnicia lui. 

### Titluri internaționale
- Germană: Sündenbock
- Franceză: Le passager

## Unveiled
Data originală de difuzare: 11 aprilie, 2004
- Regizat de: Jack Bender
- Scris de: Monica Breen, Alison Schapker

Sydney și Jack îl avertizează pe neîncrezătorul Vaughn despre suspiciunile lor referitoare la faptul că Lauren este agentul dublu din cadrul CIA-ului. Între timp, Bomani și Sark au în posesia lor un aparat al lui Rambaldi; Sydney și Vaughn trebuie să oprească un virus al Legământului care produce pagube în spitalele din jurul lumii; secretul lui Sloane este dezvăluit lui Jack, iar Bomani începe să-și piardă încrederea în abilitatea lui Lauren de a îndeplini misiunile Legământului. 

### Titluri internaționale
- Germană: Enttarnt
- Franceză: Il Dire

## Hourglass
Data originală de difuzare: 18 aprilie, 2004
- Regizat de: Ken Olin
- Scris de: Josh Appelbaum, André Nemec

După ce află că Lauren lucrează pentru Legământ, Vaughn primește ordine de a continua fațada că are o căsnicie fericită, pentru a urmări activitățile soției sale. El se află în mare șoc când află adevărul despre mama lui Lauren, Olivia. Între timp, Jack refuză să ajute la exonerarea lui Sloane pentru crimele pe care le-a comis, iar un călugăr îi dezvăluie lui Sydney identitatea Pasagerului. 

### Titluri internaționale
- Germană: Stundenglas
- Franceză: Compte à rebours

## Blood Ties
Data originală de difuzare: 25 aprilie, 2004
- Regizat de: Jack Bender
- Scris de: Monica Breen, Alison Schapker

După descoperirea identității Pasagerului, Sydney și Jack caută ajutorul lui Sloane pentru a-și găsi sora. Între timp, după ce descoperă un secret despre tatăl său de la Thomas Brill, Vaughn este răpit și torturat de Lauren și Sark, care se află în căutarea Pasagerului . 

### Titluri internaționale
- Germană: Blutsbande
- Franceză: Protocole Enfer

## Legacy
Data originală de difuzare: 2 mai, 2004
- Regizat de: Lawrence Trilling
- Scris de: Jesse Alexander

Cu ajutorul Katyei Derevko și a lui Toni Cummings, Sydney și Vaughn încearcă să-l găsească pe Sloane și pe Nadia. Dar Lauren și Sark sunt de asemenea în căutarea lor pentru a descoperi secretele lui Rambaldi. Între timp, obsesia lui Vaughn pentru a o găsi pe Lauren începe să-l consume, iar Katya își exprimă atracția ei față de Jack.

### Titluri internaționale
- Germană: Vermächtnis
- Franceză: Traque infernale

## Resurrection
Data originală de difuzare: 23 mai, 2004
- Regizat de: Ken Olin
- Scris de: Jeff Pinkner

Lauren se deghizează în Sydney pentru a fura materiale secrete de la CIA. Între timp, Vaughn își înfruntă cei mai mari demoni în căutarea soției sale; Nadia trebuie să se hotărască dacă poate sau nu să aibă încredere în tatăl ei, Sloane, care se află în căutarea celui mai de preț obiect al lui Milo Rambaldi; iar Sydney are o revelație tulburătoare, care poate o va face să nu mai aibă încredere în tatăl ei. 

### Titluri internaționale
- Germană: Auferstehung
- Franceză: Objectif ultime
- Bulgară: Наричана Още:Развръзка